# 阿雷佐·莫塔瓦利扎德·阿德卡尼
阿雷佐·莫塔瓦利扎德·阿德卡尼是伊朗裔美国物理学家，现任普渡大学教授，研究方向为复杂流体的流动。她于2020年成为美国机械工程师学会（ASME）会士，并于2022年成为美国物理学会（APS）会士。

## 教育经历
阿德卡尼出生于伊朗伊斯法罕。之后她搬到德黑兰读本科，在谢里夫理工大学获得学士学位。随后来到加州大学欧文分校攻读研究生，研究粒子相互作用。后来她转到麻省理工学院担任Shapiro博士后研究员，与Gareth H. McKinley一起研究黏弹性射流中液珠的形成过程。

## 学术研究
阿德卡尼于2011年在圣母大学开始了她的独立研究生涯。2014年，她来到印第安纳大学与普渡大学印第安纳波利斯联合校区，领导复杂流体实验室。她研究复杂流体和粒子传输，并将理论分析与计算模拟相结合，以分析流体流动。
阿德卡尼研究了在石油泄漏处聚集的微生物。她发现，微生物最初是由于趋化作用（它们被食物源的化学踪迹所吸引）而移动，但随后由于形成了流体动力现象而移动。阿德卡尼证明，微生物与环境修复有关。

## 奖项与荣誉
- 2007年阿梅莉亚·埃尔哈特奖学金（英语：Zonta_International#Amelia_Earhart_Fellowship）[5]
- 2012年美国国家科学基金会CAREER奖（英语：National_Science_Foundation_CAREER_Award）[9]
- 2016年美国青年科学家与工程师总统奖[10]
- 2020年成为美国机械工程师学会会士[1]
- 2020年流变学会（英语：Society_of_Rheology）阿瑟·B·梅茨纳（英语：Arthur_B._Metzner）早期职业生涯奖[11]
- 2020年成为普渡大学学者[12]
- 2022年成为美国物理学会会士[2]

## 部分著作
- A Karimi; S Yazdi; 阿雷佐·莫塔瓦利扎德·阿德卡尼. . Biomicrofluidics. 2013-04-05, 7 (2): 21501. ISSN 1932-1058. PMC 3631262 . PMID 24404005. doi:10.1063/1.4799787. Wikidata Q30440491 （英语）.
- Gao-Jin Li; 阿雷佐·莫塔瓦利扎德·阿德卡尼. . 物理评论E. 2014-07-15, 90 (1): 013010. Bibcode:2014PhRvE..90a3010L. ISSN 1539-3755. PMC 4547626 . PMID 25122372. doi:10.1103/PHYSREVE.90.013010. Wikidata Q35990994 （英语）.
- A Karimi; David K. Karig; A Kumar; 阿雷佐·莫塔瓦利扎德·阿德卡尼. . Lab on a Chip. 2015-01-01, 15 (1): 23–42. ISSN 1473-0197. PMC 4261921 . PMID 25385289. doi:10.1039/C4LC01095G. Wikidata Q30394297 （英语）.